# Biosensors and Bioelectronics
Biosensors and Bioelectronics is een internationaal, aan collegiale toetsing onderworpen wetenschappelijk tijdschrift op het gebied van de
biofysica en
biotechnologie.
De naam wordt in literatuurverwijzingen meestal afgekort tot Biosens. Bioelectron.
Het wordt uitgegeven door Elsevier en verschijnt maandelijks.
Het eerste nummer verscheen in 1990.